# Chlorospingus
Chlorospingus – rodzaj ptaków z rodziny pasówek (Passerellidae).

## Występowanie
Rodzaj obejmuje gatunki występujące w Meksyku, Ameryce Centralnej i Południowej.

## Morfologia
Długość ciała 13–15 cm, masa ciała 13–36 g.

## Systematyka

### Etymologia
Nazwa rodzajowa jest połączeniem słów z języka greckiego: χλωρος khlōros – „zielony” oraz σπιγγος spingos, forma σπινος spinos, prawdopodobnie identyczne z σπιζα spiza – „zięba” (σπιζω spizō – „ćwierkać”) – ptak powszechnie spożywany w Atenach, identyfikowany przez większość autorów jako zięba zwyczajna, ale nazwa ta może równie dobrze być stosowana do jakiegokolwiek niewielkiego ptaka. W ornitologii epitety spingos i spiza stosowane w połączeniu z innymi nazwami nie są ograniczone do zięb (Fringillidae), ale używane są bez różnicy dla ptaków ziębo-dziobych lub ziębo-podobnych (np. wikłacze, tanagry, trznadle, lasówki czy kardynały).

### Gatunek typowy
Chlorospingus leucophrys Cabanis = Arremon ophthalmicus Du Bus

### Podział systematyczny
Do rodzaju należą następujące gatunki:
- Chlorospingus parvirostris Chapman, 1901 – zieleniec żółtowąsy
- Chlorospingus flavigularis (P.L. Sclater, 1852) – zieleniec żółtogardły
- Chlorospingus canigularis (Lafresnaye, 1848) – zieleniec obrożny
- Chlorospingus pileatus Salvin, 1865 – zieleniec białobrewy
- Chlorospingus tacarcunae Griscom, 1924 – zieleniec skromny
- Chlorospingus inornatus (Nelson, 1912) – zieleniec kropkowany
- Chlorospingus flavopectus (Lafresnaye, 1840) – zieleniec zmienny
- Chlorospingus semifuscus P.L. Sclater & Salvin, 1873 – zieleniec szarobrzuchy